# Oxid chloristý
Oxid chloristý (Cl2O7) je nejstálejší ze všech pěti oxidů chloru. Oxidační číslo chloru ve sloučenině je sedm. Je to anhydrid kyseliny chloristé. Za normálních podmínek je oxid chloristý relativně stálá, bezbarvá olejovitá kapalina, extrémně nebezpečná při styku s organickými látkami. Při doteku s hořlavými materiály může vzhledem ke svým silným oxidačním vlastnostem způsobit požár.
Připravuje se reakcí chloristanu s kyselinou sírovou.